# Keraman
Keraman (anche Kumaran o Kuraman, in malese Pulau Kuraman) è un'isoletta della Malaysia situata nel Mar Cinese Meridionale e forma, insieme a Pulau Kecil e Pulau Besar, il piccolo arcipelago chiamato Rusukan.

## Geografia
Si tratta di un'isola disabitata, situata a sud di Labuan in Malaysia. Robert Nicholl, in un articolo sulla cartografia del Borneo nel XVI secolo, conferma l'identificazione della Mompracem di Emilio Salgari con l'isola di Keraman.

## Storia
Fu occupata dai giapponesi durante la seconda guerra mondiale e liberata dall'Australian Army nel 1945.